# Primer contacte (Star Trek: La nova generació)
"Primer contacte" (títol original en anglès "First Contact") és el quinzè episodi de la quarta temporada de la sèrie de televisió de ciència-ficció estatunidenca Star Trek: La nova generació, i el 89è de tota la sèrie. Es va emetre originalment en redifusió als Estats Units el 18 de febrer de 1991. Va ser dirigida per Cliff Bole.
Ambientada al segle XXIV, la sèrie segueix les aventures de la tripulació de la nau de la Flota Estel·lar de la Federació Enterprise-D sota el comandament del capità Jean-Luc Picard. En aquest episodi, durant una missió d'observació d'una civilització anterior a la curvatura, el comandant Riker és ferit i portat a un hospital, on els locals ràpidament s'adonen que no és del seu món. Malgrat l'intent d'intervenció del simpàtic ministre de ciències del planeta, Picard i Troi, els esforços de recuperar Riker es veuen obstaculitzats per la preocupació del govern per la crisi social que podria desencadenar una revelació generalitzada de la seva presència.

## Arbument
La raça humanoide de Malcor III s'està preparant per desenvolupar la tecnologia curvatura. El capità Picard i Deanna Troi visiten de sobte la ministra de Ciència Mirasta Yale, investigadora principal dels seus experiments de curvatura. La calmen i expliquen que vénen en pau. És normal la política de la Federació fer el primer contacte amb un món quan arriba a aquest nivell de tecnologia; tanmateix, han hagut de moure's abans del previst perquè Riker, disfressat de malcorià, ha desaparegut. Després de recórrer l'USS Enterprise, Mirasta accepta ajudar i organitza una reunió privada amb el canceller Durken. Després de la reunió, Picard torna amb Durken a l' Enterprise i explica els beneficis d'una relació amb la Federació. Durken expressa algunes preocupacions; sobretot amb la manca de voluntat de la Federació de compartir la seva tecnologia, així com com la seva arribada canviarà la seva societat. Picard li assegura que com procedirà el primer contacte dependrà d'ell, i que la Federació marxarà si ho demana.
Mentrestant, Riker ha estat detingut per les forces de seguretat en un hospital, on amb prou feines està conscient després d'un accident. Les diferències en la fisiologia de Riker fan que l'administrador de l'hospital cregui que és un extraterrestre. Riker és ajudat en la seva fugida per Lanel, una infermera que expressa el seu desig de "fer l'amor amb un extraterrestre". Riker accepta la seva oferta, però l'intent de fugida fracassa: el descobreixen i els guàrdies l'atrapen i el peguen, empitjorant el seu estat. La presència de Riker a l'hospital s'informa al ministre de Seguretat Krola, que acusa Durken d'amagar la veritat sobre la presència "extraterrestre". El canceller expressa la seva preocupació a Picard per les intrusions encobertes de la Federació, però accepta l'explicació de Picard sobre per què la Federació ho fa. Krola, tement una invasió hostil de la Federació, posa en perill la salut d'en Riker ressuscitant-lo prematurament perquè pugui ser interrogat. Intenta incriminar a Riker com a assassí disparant-se amb el faser de Riker. Mentrestant, Durken s'adona que Riker corre perill de morir i li diu a Picard on és. La tripulació de l' Enterprise porta tant en Riker com Krola a la nau. Poden salvar la vida d'en Riker i descobrir que el seu faser només estava preparat per atordir, de manera que Krola no corria cap perill real.
Després que Krola torni al planeta, Durken li diu a Picard que sent que Malcor no està preparat per al primer contacte. Tem que la seva gent no sigui prou madura per afrontar l'anunci sorprenent que no està sola a l'univers. Demana que l' Enterprise abandoni el planeta, amb l'esperança que puguin tornar més endavant. Accepta endarrerir el desenvolupament de la tecnologia curvatura de Malcor fins que la seva gent estigui preparada. Amb el projecte de Mirasta cancel·lat, li pregunta a Picard si pot pujar a l'Enterprise i deixar Malcor per una nova vida a la Federació. Tant Durken com Picard accepten la seva petició.

## Repartiment i doblatge al català
La sèrie va ser doblada al català pels estudis Tramontana (primera part) i Soundtrack (segona part) i emesa a TV3 l’any 1991. Els dobladors de l'episodi foren:
| Personatge            | Actor/actriu    | Veu en català         |
| --------------------- | --------------- | --------------------- |
| Jean-Luc Picard       | Patrick Stewart | Joan Crosas           |
| William Riker         | Jonathan Frakes | Antoni Forteza        |
| Data                  | Brent Spinner   | Joaquim Sota          |
| Geordi La Forge       | LeVar Burton    | Aleix Estadella       |
| Worf                  | Michael Dorn    | Enric Arquimbau       |
| Beverly Crusher       | Gates McFadden  | Aurora Garcia         |
| Deanna Troi           | Marina Sirtis   | Victòria Pagès        |
| Canceller Aven Durken | George Coe      | Pepe Antequera        |
| Mirasta Yale          | Carolyn Seymour | Marta Padovan         |
| Krola                 | Michael Ensign  | Enric Isasi-Isasmendi |
| Dr. Berel             | George Hearn    | Manel Català          |
| Dra Parker            | Sachi Parker    | Isabel Muntaner       |
| Dr. Nilrem            | Steve Anderson  | Joan Pau Piqué        |
| Lanel                 | Bebe Neuwirth   | ?                     |

## Producció
L'episodi es basa en una idea que Marc Scott Zicree ja havia suggerit durant la tercera temporada. Va ser revisat diverses vegades per diversos escriptors, però el productor creador Michael Piller inicialment no estava satisfet amb els resultats. Només quan la història ja no es va explicar principalment des de la perspectiva de la tripulació de l'Enterprise, sinó des de la perspectiva dels malcorians, va funcionar per a Piller.

## Recepció
Keith DeCandido va puntuar l'episodi a tor.com el 2012 com un episodi mitjà de Star Trek: La nova generació. Li agradava la idea d'una situació de primer contacte, però la trobava mal implementada en molts llocs. Entre altres coses, va criticar el fet que els malcorians no siguin retratats de manera creïble com una espècie extraterrestre, sinó que són un reflex de la humanitat del segle XX. També va trobar incomprensible que la identitat falsa de Riker fos tan fàcil de veure. Va considerar que el ministre Krola era un dolent estereotipat.
Tanmateix, l'episodi va ocupar el vuitè lloc a la llista Entertainment Weekly dels 10 millors episodis de Star Trek: La nova generació. El 2016 The Washington Post va classificar "Primer contacte" com el desè millor episodi de totes les sèries de televisió Star Trek. Destaquen un divertit cameo de Bebe Neuwirth, enmig de complicacions quan Riker es perd en una missió de primer contacte amb els malcorians.
El 2017, Den of Geek va classificar el càsting de Bebe Neuwirth com una de les deu millors estrelles convidades a Star Trek: La nova generació. El 2017, Business Insider va enumerar aquest episodi com un dels episodis més infravalorats de la franquícia Star Trek.
El 2020, ScreentRant va classificar "Primer contacte" com el 15è millor episodi de Star Trek: La nova generació. Assenyalen com aquest episodi sobresurt en la construcció del món de l'univers de ficció Star Trek, explorant els seus conceptes distintius Flota Estel·lar, Federació Unida de Planetes i contacte alienígena.

## Mitjans domèstics
Aquest episodi es va publicar amb la caixa del DVD de la quarta temporada de Star Trek: La nova generació, llançada als Estats Units el 3 de setembre de 2002.
El 28 de maig de 1996, els episodis "Primer contacte" i "Bebè galàctic" es van publicar en LaserDisc als Estats Units. Publicat per Paramount Home Video, el disc senzill de doble cara de 12" fou venur al menor per 34.95 dòlars estatunidencs. El vídeo del disc era en format NTSC amb una pista d'àudio Dolby Surround.
Aquest episodi es va emetre gratuïtament el 5 d'abril de 2021, com a part de l'esdeveniment del Dia del Primer Contacte a Startrek.com, juntament amb diversos altres episodis i taules rodones amb actors de Star Trek.